# Pura sal
Pura sal es el undécimo álbum y noveno álbum de estudio del cantante dominicano de música cristiana Redimi2. Fue lanzado el 11 de abril de 2017. El álbum se estrenó con siete sencillos: «Espíritu Santo», «Ofensivo y escandaloso», «Tus pasos», «Viviré», «Pura sal», «Abre los cielos» y «Milagro de amor», lanzados con sus respectivos videos musicales.
Por el tema «Espíritu Santo», Redimi2 fue galardonado junto al Grupo Barak como "Mejor canción en participación" en los Premios Arpa 2017.

## Estilo
Este álbum presenta el estilo musical clásico de Redimi2 donde predomina el blues y el rap, fusionados con algunos ritmos contemporáneos como el trap y el pop. Además, cuenta con la participación de varios artistas invitados, tales como Ulises Eyherabide de la banda Rescate, Barak, Miel San Marcos, Alex Zurdo, Funky y Evan Craft, entre otros. También participa Daliza Cont, esposa de Redimi2.
Con respecto al trabajo discográfico de estudio anterior, adopta la fusión de ritmos según al invitado en la canción. Lo más destacado es «Ofensivo y escandaloso» donde se hace énfasis en un mensaje concreto sobre el ser verdaderamente cristiano, y de «Pura sal» el cual está a ritmo de trap, género musical diferente a la música cristiana.
El nombre del álbum deriva proviene del pasaje bíblico del Evangelio de Mateo, capítulo 5, verso 13: "Vosotros sois la sal de la tierra; pero si la sal se desvaneciere, ¿con qué será salada? No sirve más para nada, sino para ser echada fuera y hollada por los hombres".

## Lista de canciones
| N.º | Título                                                     | Escritor(es)                                                    | Duración |  |
| 1.  | «Viviré» (con Evan Craft)                                  | Willy González                                                  | 3:58     |  |
| 2.  | «Ofensivo y escandoloso»                                   | Willy González                                                  | 4:46     |  |
| 3.  | «Por la eternidad» (con Christine D'Clario y Julio Melgar) | Christine D'Clario, Willy González                              | 4:26     |  |
| 4.  | «Abre los cielos» (con Miel San Marcos)                    | Willy González                                                  | 4:06     |  |
| 5.  | «Tus pasos» (con Ulises Eyherabide, de Rescate)            | Ulises Eyherabide, Willy González                               | 3:41     |  |
| 6.  | «Te amo» (con Daliza Cont)                                 | Willy González                                                  | 4:22     |  |
| 7.  | «Canción de libertad» (con Agustín Ramos)                  | Willy González                                                  | 4:43     |  |
| 8.  | «Espíritu Santo» (con Barak)                               | Willy González                                                  | 4:37     |  |
| 9.  | «Pura sal» (con Funky y Alex Zurdo)                        | Alexis Vélez, Willy González                                    | 5:01     |  |
| 10. | «Gracias» (con Marcos Brunet)                              | Marcos Brunet, Willy González                                   | 4:52     |  |
| 11. | «Paso a paso» (Coros: Any Puello y Abby Valdez)            | Willy González                                                  | 3:33     |  |
| 12. | «Milagro de amor» (con Joel de Jesús)                      | Alexis Vélez, Joel de Jesús, Yohanna Any Puello, Willy González | 4:38     |  |
| 13. | «Llamado Pura sal»                                         | Willy González                                                  | 3:06     |  |